# Non ho mai smesso
Non ho mai smesso è un brano musicale della cantante italiana Laura Pausini. È il secondo singolo estratto l'11 novembre 2011 dall'album Inedito.

## Descrizione
Il brano viene presentato dal vivo per la prima volta il 9 novembre 2011 durante il programma televisivo Chiambretti Muzik Show dedicato all'artista, condotto da Piero Chiambretti e in onda in prima serata su Italia 1 l'11 novembre 2011 e il giorno seguente in Piazza del Duomo a Milano, in mezzo a una folla di fan e accompagnata da ballerini vestiti di rosso.
La musica è composta da Laura Pausini e Paolo Carta; il testo è scritto da Laura Pausini e Niccolò Agliardi; l'adattamento spagnolo è di Badia; la produzione è di Laura Pausini e Paolo Carta.
La canzone viene tradotta in lingua spagnola con il titolo Jamás abandoné, inserita nell'album Inédito ed estratta come secondo singolo il 22 novembre 2011 in Spagna e in America Latina.
La canzone è dedicata al rapporto che Laura Pausini ha con la musica e che, come dice, non ha mai smesso di amare follemente e non ha mai pensato, neanche per un istante, di lasciare.

## Il video
Il videoclip (in lingua italiana e spagnola) è stato diretto dal regista Gaetano Morbioli e girato a luglio 2011 ad Amsterdam.
Nel videoclip si susseguono una serie di scene surreali a tema sportivo: ragazze in abito da sera e scarpe da runner in una pista di atletica; un uomo distinto, in abito elegante, che attraversa una piazza con la tavola da surf sotto braccio; una nuotatrice pronta per un tuffo, con costume, cuffia, e occhialini, che invece di essere su un trampolino si sporge dall'alto, dal tetto di una casa. La Pausini appare alternatamente in esterno e nella cabina di una barca: nelle scene all'aperto, è seduta a terra e indossa un abito rosso di Roberto Cavalli e un paracadute.
Il videoclip in lingua italiana viene reso disponibile congiuntamente con la pubblicazione del singolo sul sito Internet del Corriere della Sera. Il videoclip in lingua spagnola viene reso disponibile il 22 novembre 2011 sul canale YouTube della Warner Music Italia.
Vengono realizzati anche il Making of the video di Non ho mai smesso e Jamás abandoné e resi disponibili sul canale YouTube della Warner Music Italia il 15 novembre 2011.
I videoclip di Non ho mai smesso e Jamás abandoné vengono inseriti negli album Inedito - Special Edition e Inédito - Special Edition del 2012.

## Tracce
CDS - Promo Warner Music Italia
1. Non ho mai smesso

CDS - Promo Warner Music Italia
1. Non ho mai smesso

CDS - Promo Warner Music Colombia
1. Jamás abandoné

## Pubblicazioni
Non ho mai smesso e Jamás abandoné vengono inserite in una versione rimasterizzata negli album 20 - The Greatest Hits e 20 - Grandes Exitos del 2013; in versione Live negli album Inedito - Special Edition/Inédito - Special Edition del 2012 (video) e Fatti sentire ancora/Hazte sentir más del 2018 (Medley video). Non ho mai smesso viene inoltre inserita nella compilationLove 2015 di Radio Italia.

## Formazione
- Laura Pausini: voce
- Paolo Carta: chitarra, programmazione
- Nathan East: basso
- Steve Ferrone: batteria
- Bruno Zucchetti: tastiera, pianoforte, programmazione, organo Hammond
- Paolo Zampini: flauto
- B.I.M. Orchestra: orchestra

## Colonna sonora
Nel 2011 Jamás abandoné viene utilizzato come colonna sonora delle telenovele La sexóloga (cilena) e Amor bravío (messicana).

## Nomination
Con il brano Jamás abandoné Laura Pausini riceve a marzo 2012 una nomination ai Premios Juventud nella categoria Miglior canzone e a novembre 2012 una nomination al Premio Lo Nuestro 2013 nella categoria Video dell'anno.

## Classifiche
| Classifica (2013)         | Posizione massima |
| ------------------------- | ----------------- |
| Belgio (Vallonia)         | 73                |
| Italia                    | 15                |
| Italia (airplay)          | 8                 |
| Italia (airplay italiane) | 5                 |
| Stati Uniti (latin song)  | 20                |
| Stati Uniti (latin pop)   | 33                |